# 东马坊街道
东马坊街道，是中华人民共和国湖北省孝感市应城市下辖的一个乡镇级行政单位。

## 行政区划
东马坊街道下辖以下地区：
滕湾社区、驿中社区、驿东社区、新集村、黎么村、港二村、蔡赵村、艾大村、刘陈村、朱前村、宋杨村、夏大村、曹大村、东塔村、汪前村、吴台村、喻李村、李台村、程西村、夏庙村、王许村、大郑村、郑夏村、湖北双环一社区、湖北双环二社区、湖北双环三社区和湖北双环四社区。